# Julian Venonsky
Julian Venonsky (* 15. Oktober 1993) ist ein Steuermann im Rudern aus den Vereinigten Staaten. Er war 2017 Weltmeisterschaftszweiter im Achter.

## Sportliche Karriere
Julian Venonsky übernahm 2017 die Steuermannsposition im Achter der Vereinigten Staaten. Bei den Weltmeisterschaften 2017 in Sarasota gewann die Crew die Silbermedaille hinter dem Deutschland-Achter. Im Jahr darauf belegte der US-Achter den vierten Platz bei den Weltmeisterschaften in Plowdiw. 2019 ruderte der Achter auf den fünften Platz bei den Weltmeisterschaften in Linz/Ottensheim. Bei den 2021 ausgetragenen Olympischen Spielen in Tokio erreichte der Achter aus den Vereinigten Staaten den vierten Platz genau wie 2012 und 2016.
Venonsky hatte während der High School selber gerudert. Mit Aufnahme seines Geschichtsstudiums an der University of California, Berkeley wurde er Steuermann.